# VK 45.01 (P)
Pour l'article général sur les chars allemands de la Seconde Guerre mondiale, voir Panzer.
Le VK 45.01 (P) est un modèle de char lourd produit par Porsche en 1942 pour la Wehrmacht dans le cadre du Tigerprogram mettant en concurrence Henschel et Porsche pour la production d'un char de rupture. Alors que Henschel présente un char de conception classique, Porsche fait le choix d'une motorisation électrique alimentée par des générateurs à essence, qui se révèle rapidement poser de nombreux problèmes de fiabilité.
Malgré ces défauts, Hitler, qui est proche de Ferdinand Porsche, permet la mise en production des deux modèles concurrents, mais la persistance des problèmes et l'accumulation des retards chez Porsche entraînent la fin prématurée de la conception. Alors que le prototype de Henschel devient le Panzerkampfwagen VI Tiger, les châssis déjà produits du VK 45.01 (P) sont réutilisés pour créer l'Elefant.

## Dénomination
Le véhicule est désigné de diverses manières selon les dates et les auteurs des documents. Ces noms suivent toutefois une certaine logique et contiennent la plupart du temps les mêmes éléments combinés différemment ou avec de légères variations. Parmi ceux-ci, celui qui se rencontre de manière la plus consistante d’août 1941 à juillet 1942 est la désignation « VK 45.01 (P) » indiquant qu’il s’agit de la première version (01) d’un véhicule expérimental (VK) de quarante-cinq tonnes (45) fabriqué par Porsche (P), cette dernière lettre étant indispensable pour le distinguer du projet équivalent chez Henschel, désigné VK 45.01 (H) ; quelques variations existent, comme « VK 45.01 (P1) » au Wa Prüf 6 en février 1942 ou « "4501P" (Tiger) » dans la première mention du projet chez Krupp en août 1941.
Le terme Tiger se trouve ainsi dès la première mention puis régulièrement jusqu’en juillet 1942, parfois sous la forme « Tiger (P) », mais n’est pas conservé dans l’appellation officielle. Celle-ci, adoptée en août 1942 est « Panzerkampfwagen VI P (Sd.Kfz.181) ». Enfin, Porsche utilise principalement l’appellation « Typ 101 » dans ses documents internes.

## Historique

### Contexte
Bien que l'armée allemande se soit vu privée du droit de posséder des chars par le traité de Versailles, ceux-ci font partie du réarmement entrepris en secret par Adolf Hitler après l'accession du parti nazi au pouvoir en 1933. Des études sur un char lourd sont ainsi entreprises dès 1934, bien que ce ne soit qu'en 1937 qu'un projet sérieux émerge, porté par le Wa Prüf 6, bureau du Waffenamt chargé du développement des chars, et les entreprises Henschel et Krupp. Alors que cette dernière travaille sur la conception de la tourelle et de l'armement, Henschel produit plusieurs prototypes de châssis, les Durchbruchswagen en 1937-1938 puis le VK 30.01 (H) en 1938-1939.
Ayant appris l’existence du programme à l’automne 1939, Ferdinand Porsche joue de ses relations avec Hitler pour obtenir le droit de développer son propre prototype avec le financement — mais sans contrôle — du Wa Prüf 6. Les plans du Typ 100 sont achevés au printemps 1941 et la production de prototypes débute dans la foulée, mais Hitler demande le 26 mai 1941 que le blindage et l’armement prévus pour le programme de char lourd soient revus à la hausse. Cela rend obsolète le Typ 100, ce qui avantage toutefois Porsche : son modèle a alors déjà largement dépassé la masse maximale attendue de trente tonnes et la nouvelle limite à quarante-cinq tonnes lui permet de poursuivre sans devoir traiter ce problème. L’objectif fixé est de produire six exemplaires répondant aux nouvelles attentes avant l’été 1942.

### Développement
Le travail de développement reprend sur la base du Typ 100 en juin 1941. La principale question abordée est celle de l’armement, le Wa Prüf 6 souhaitant installer le canon de 8,8 cm Flak 41 de Rheinmetall à la place du 8,8 cm KwK L/56 de Krupp. Porsche, qui a conclu en février 1941 un accord avec Krupp, répond qu’il est impossible d’utiliser l’arme de Rheinmetall et, par conséquent, il est décidé en septembre de conserver la tourelle et le canon déjà développés pour le Typ 100. Le remplacement de l’armement ayant été exclu, les changements sont peu nombreux, les plus importants étant le retrait vers l’arrière des moteurs électriques, ce qui nécessite d’avancer la tourelle vers l’avant de la caisse avant de répartir la masse équitablement sur le train de roulement, et le remplacement des moteurs,.

### Production
Sûr de remporter la compétition contre Henschel, Ferdinand Porsche commande à Krupp de Essen dès juillet 1941 les coques et tourelles pour cent exemplaires. D’autres sous-traitants réalisent les autres composants, Wolf-Buchau le canon, Simmering-Graz-Pauker (en) les moteurs thermiques et Siemens-Schuckert les générateurs et moteurs électriques. L’assemblage final est réalisé à l'usine des Nibelungen. Les fabricants sont avertis que la commande est un ordre spécial de Hitler et que les délais fixés doivent être absolument respectés. Ceux-ci étant particulièrement serrés, les essais préliminaires à la mise en production sont souvent réduits, voire supprimés. Ainsi pour gagner du temps, Simmering valide la conception du moteur avec un unique essai sur un modèle réduit à un seul cylindre.
Entre temps, les objectifs sont revus à la hausse et il est attendu que dix exemplaires aient été produits pour mai 1942. Toutefois, du fait des retards accumulés en raison des problèmes de conception, aucun n’est encore prêt au début du printemps 1942, alors qu’une démonstration est prévue pour l’anniversaire de Hitler le 20 avril. Un exemplaire est terminé à la hâte pour celle-ci, puis un second en juin pour les essais à Kummersdorf. Alors que la production attendue est de soixante-seize exemplaires pour octobre 1942, seuls les dix qui auraient dû être prêts au printemps sont disponibles à cette date.
Du fait de ces retards et des problèmes persistants sur la motorisation, Hitler décide le 22 novembre 1942 de mettre fin à la production afin de réserver les composants pour le modèle de Henschel qui est amené à être produit en série. Il approuve toutefois la conversion de quatre-vingt-dix châssis du modèle Porsche, dont les composants ont déjà été en partie produits, pour en faire une petite série d’un chasseur de char, l’Elefant. Les dix exemplaires restants sur les cent commandés par Porsche à l’origine servent comme véhicules école, plateforme expérimentale et dépanneuses.

## Caractéristiques

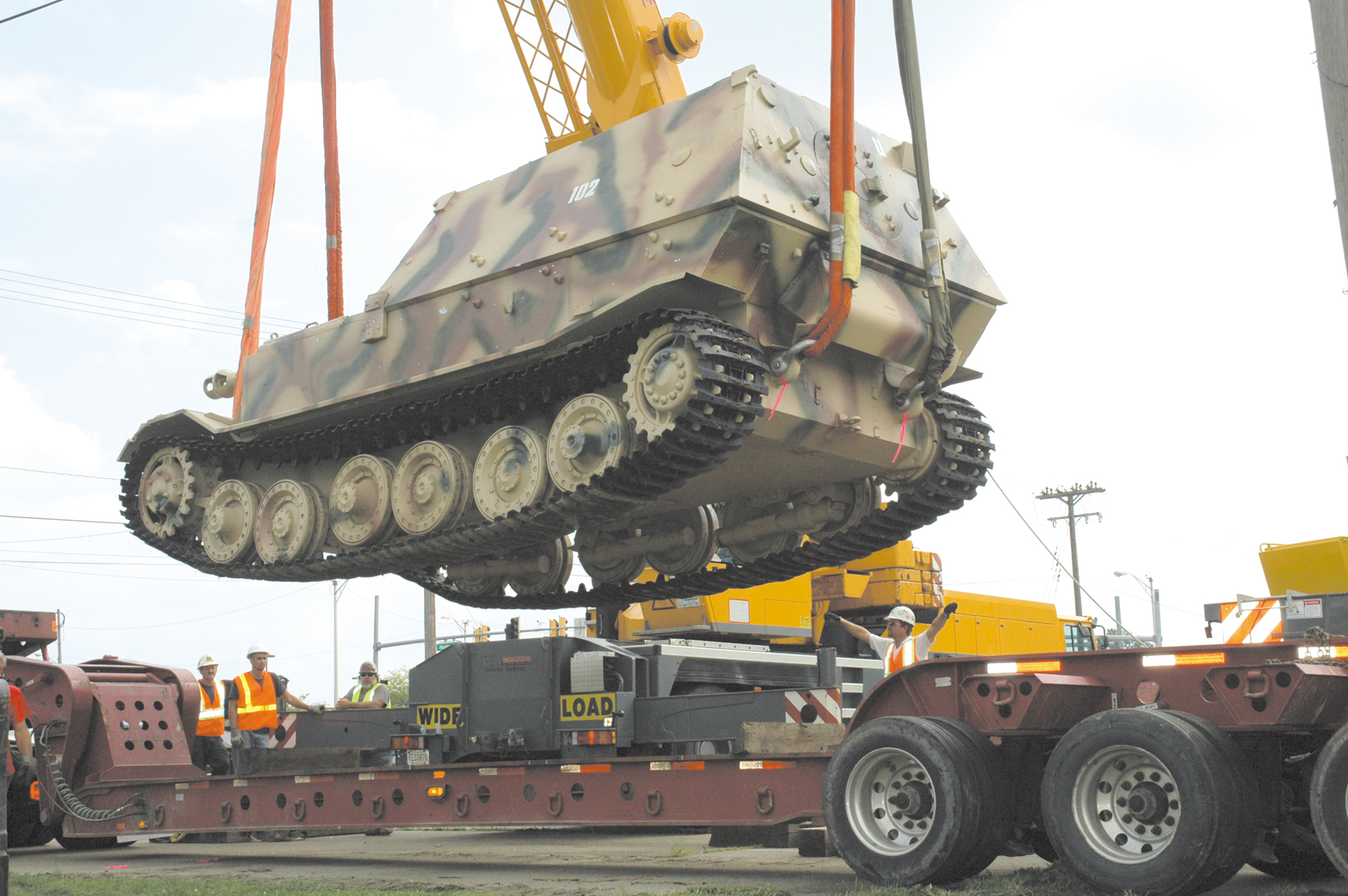
Un Elefant, capturé par les Américains, en route pour le U.S. Army Ordnance Museum, montrant la suspension qu'il a partagé avec le châssis du VK 45.01(P), en 2009.

Ferdinand Porsche a développé le chariot à rouleaux à tige à ressort, les six roues jumelées (une intérieure, une externe par essieu) comprenant la suspension de chaque côté de la coque du véhicule et ont été jointes par paires, ce qui a ajouté jusqu'à trois roues jumelées par bogies de suspension par côté. Le poids de combat de 57 à 59 tonnes combiné à des "chenilles" (KGS 62/640/130) de 640 mm de large sans rouleaux de renvoi a produit une pression au sol d'environ 1,06 kg/cm2.
La motorisation essence-électrique spécialement développée par Ferdinand Porsche est entrée dans "un territoire inexploré". C'est pour cette raison que des défauts ont été produits dans le système d'entraînement. Les deux moteurs à 10 cylindres refroidis à l'air désignés par Porsche 101/1, qui ont été fusionnés respectivement avec un générateur Siemens-Schuckert 500 VA, généraient l'énergie électrique nécessaire pour faire fonctionner chacun des deux moteurs électriques Siemens de 230 kW (312.7 cv) en sortie chacun. Dans ce système d'entraînement, un système de transmission pourrait être omis, puisque maintenant un commutateur de vitesse de 3 étages reprenait le travail d'entrainement. Les moteurs électriques transféraient leur puissance avec un rapport d'entraînement de 15: 1 directement aux roues motrices situées à l'arrière. Le char possédait un réservoir de 520 litres d'essence qui lui permettait une autonomie de 80 kilomètres. Deux réservoirs d'air comprimé, dans la zone du compartiment avant de l'équipage, assistaient le conducteur du char pendant les manœuvres de freinage.
Contrairement à la coque Henschel pour la tourelle, le VK 45.01 (P) avait sa tourelle Krupp disposée en avant. La tourelle, qui était équipée du canon 8.8 cm KwK 36 et d'une mitrailleuse MG34 de 7,92 mm sur le même axe, était essentiellement le même design de Krupp également employé pour le prototype VK 45.01 (H) de Henschel qui a finalement gagné le contrat. Les huit premières tourelles produites avaient des côtés inférieurs et un toit plat avec une section centrale surélevée pour permettre au canon d'avoir une plus grande amplitude d'élévation.

## Variantes
- VK 45.01 (P) prototype

VK45.01 Châssis équipé d'une maquette de tourelle en béton pour simuler le poids de la tourelle Krupp à des fins de test. Seuls 100 châssis ont été construits.
- VK 45.01 (P) (Porsche Tiger)

5 chars VK45.01 tavec la tourelle Krupp et le canon  KwK 36 L/56 de 8,8 ont été produits. Un seul Tigre (P) complété avec le numéro de châssis 150013 a vu le service de combat comme char de commandement.
- Panzerjäger Tiger (P) "Ferdinand"

91 châssis VK 4501 existants ont été convertis en chasseur de chars Ferdinand. Le travail a été achevé en quelques mois de mars à mai 1943.
- Panzerjäger Tiger (P) "Ferdinand/Elefant"

En septembre 1943, certains Ferdinand survivants furent rappelés pour être modifiés. 48 véhicules survivants ont été modifiés avec un blindage supplémentaire, une nouvelle coupole de commandement (celui du StuG III) et une nouvelle mitrailleuse sur rotule.
- Bergepanzer Tiger(P)

Une conversion du châssis VK 45.01 (P) en véhicule de récupération désigné Bergepanzer Tiger (P). Seulement 3 ont été construits.
- VK 45.01 "RammTiger"

Une proposition de conversion du châssis VK 45.01 (P) dans un véhicule-bélier lourdement blindé armé de mitrailleuses. 3 superstructures ont été achevées mais leur destin est inconnu car le projet a été annulé en 1943.

### Données techniques
| Modèle                   | Tiger (P) (août 1942) |
| ------------------------ | --------------------- |
| Équipage                 | 5                     |
| Longueur hors-tout       | 9,54 m                |
| Longueur caisse          | 6,60 m                |
| Largeur hors tout        | 3,20 m                |
| Hauteur                  | 2,90 m                |
| Hauteur de tir           | 2,20 m                |
| Garde au sol             | 0,48 m                |
| Masse à vide             |                       |
| Masse en ordre de combat | 60 000 kg             |
| Pression au sol          | 1,21 kg/cm3           |

| Modèle                                 | Tiger (P) (août 1942)                                                                         |
| -------------------------------------- | --------------------------------------------------------------------------------------------- |
| Motorisation                           | 2x Porsche Typ 101 V-10 15 l                                                                  |
| Refroidissement                        | air                                                                                           |
| Puissance nette                        | 310 hp à 2 500 tours par minute                                                               |
| Puissance massique nette               | 10,3 hp/t                                                                                     |
| Transmission                           | 2x générateurs Siemens Typ aGV 275/24 (275 kW) 2x moteurs électriques Siemens D1495a (230 kW) |
| Suspension                             | barres de torsion                                                                             |
| Longueur de contact au sol             |                                                                                               |
| Type de carburant                      | essence                                                                                       |
| Contenance des réservoirs de carburant | 520 l                                                                                         |
| Vitesse maximale sur route             | 35 km/h                                                                                       |
| Vitesse de croisière sur route         | 20 km/h                                                                                       |
| Vitesse de croisière hors-route        | 8–10 km/h                                                                                     |
| Autonomie sur route                    | env. 105 km                                                                                   |
| Autonomie hors-route                   | env. 48 km                                                                                    |
| Franchissement hauteur                 | 0,80 m                                                                                        |
| Franchissement largeur                 | 2,60 m                                                                                        |
| Franchissement profondeur              | 1,30 m                                                                                        |
| Franchissement pente                   | 30°                                                                                           |
| Rayon de braquage                      | 3,30 m                                                                                        |

| Modèle             | Tiger (P) (août 1942) |
| ------------------ | --------------------- |
| Type               | Acier                 |
| Caisse glacis haut | 100 mm à 9°           |
| Caisse glacis bas  | 60 mm à 78°           |
| Caisse avant haut  | 100 mm à 30°          |
| Caisse avant bas   | 80 mm à 45°           |
| Caisse côtés haut  | 80 mm à 0°            |
| Caisse côtés bas   | 60 mm à 0°            |
| Caisse arrière     | 80 mm à 0°            |
| Caisse toit        | 25 mm à 90°           |
| Plancher           | 20 mm à 90°           |
| Tourelle avant     | 70 mm à 0°            |
| Tourelle côtés     | 80 mm (courbe)        |
| Tourelle arrière   | 80 mm (courbe)        |
| Tourelle toit      | 25 mm à 88°           |

| Modèle                                   | Tiger (P) (août 1942)                             |
| ---------------------------------------- | ------------------------------------------------- |
| Armement principal                       | 1 x 8,8 cm KwK 36 L/56 en tourelle                |
| Viseur armement principal                | T.Z.F. 9b 2,5×, 25° (graduations jusqu’à 4000 m)  |
| Traverse/Élévation armement principal    | 360° électrique et manuelle / -8° à +15°          |
| Munitions armement principal             | 64 obus de 8,8 cm                                 |
| Armement secondaire 1                    | 1 x mitrailleuse MG34 coaxiale                    |
| Viseur armement secondaire 1             | T.Z.F. 9b 2,5×, 25° (graduations jusqu’à 1 200 m) |
| Traverse/Élévation armement secondaire 1 | 360° électrique et manuelle / -8° à +15°          |
| Armement secondaire 2                    | 1 x mitrailleuse MG34 en proue                    |
| Viseur armement secondaire 2             | K.Z.F. 2 (1,8×, 18°)                              |
| Traverse/Élévation armement secondaire 2 | 15° de chaque côté / -10° à +20°                  |
| Munitions armement secondaire            | 4350 cartouches de 7,92 mm                        |
| Autre armement                           | 1 x pistolet mitrailleur (192 cartouches de 9 mm) |
| Radio                                    | Fu 5 et Fu 2                                      |